# Monique Koeyers-Felida
Monique H. Koeyers-Felida (Willemstad, 23 april 1967 – 15 augustus 2016) was een Curaçaos politica.
Ze studeerde aan het Peter Stuyvesant College en het Akademia Pedagogiko Korsou.
Namens de partij MFK zat zij sinds 2010 in de Staten van Curaçao en werd bij de Statenverkiezingen van 2012 herkozen.
In november 2015 gaf Koeyers-Felida haar zetel op, nadat ze al sinds juli van dat jaar om gezondheidsredenen afwezig was. Ze overleed aan de gevolgen van kanker.
Ze was ook presentatrice van TeleCuraçao.